# Alendronsyra

Strukturformel för alendronsyra.

Alendronsyra (systematiskt namn (4-amino-1-hydroxibutyliden)bisfosfonsyra, summaformel C4H19NO10P2) är en läkemedelssubstans mot osteoporos. Läkemedel baserade på alendronsyra innehåller ofta dess natriumsalt, natriumalendronat (C4H18NNaO10P2). Det finns både som daglig dosering och som veckotablett. Alendronsyra förlorar sin verkan om det tas med mat.
Läkemedel med alendronsyra säljs bland annat under läkemedelsnamnen Alenat, Alendronat och Fosamax.